# José de Araújo Ribeiro
José de Araújo Ribeiro, premier et unique baron  et vicomte de Rio Grande (Barra do Ribeiro 20 juillet 1800 – 21 juillet 1879 ) était un avocat, un diplomate un homme politique brésilien. Il était fils du commandeur José Antônio de Araújo Ribeiro, fabricant de charqui à Barra do Ribeiro.

## Biographie
José de Araújo Ribeiro, se forme en droit civil avec titre de docteur en 1823 à l’université de Coimbra. Il entre dans la carrière diplomatique en 1826 quand il est nommé secrétaire de légation à Naples , il sert ensuite en France en 1828 et à la fin de l’année est nommé ambassadeur à Washington.
En 1833, il est nommé président de la province de Minas Gerais qu’il gouverne du 4 juillet  au 4 novembre 1933. Durant cette période, il apaise une révolte à Ouro Preto et est, ensuite,  envoyé en Grande-Bretagne .
En 1834, il est envoyé au Portugal, chargé de féliciter la reine Marie II de Portugal, pour son ascension au trône à la fin de la guerre civile portugaise. De retour au Brésil, il est nommé président de la province du Rio Grande do Sul au début de la révolution  Farroupilha. L’Assemblée législative contrôlée par les révolutionnaires refuse son entrée en fonction ce qui aggrave le conflit. Il gouverne la province durant deux périodes  du 15 juin au 4 juillet 1836 et du 24 de juillet 1836 au 5 janvier 1837.
En 1837, il est envoyé en France comme ministre plénipotentiaire. Il remplit une mission en Angleterre, en 1843 et retourne en France qu’il quitte en 1849 après la chute de la famille d’Orléans lors de la Révolution de 1848. Il fut responsable pour la réapproximation du Brésil avec le Portugal, après l’indépendance, pour l’amélioration des esprits dans la question de l’Oyapock avec la France et pour l’adoucissement des effets de la loi Aderbeen d’Angleterre limitant le trafic d’esclaves
Il est député général et, en 1847, quand on augmente le nombre de sénateurs de l’empire du Brésil, alors qu’il se trouve encore en France, il est choisi pour la fonction comme représentant du Rio Grande do Sul . Il exerce ce mandat de 1849 à sa mort en 1879.

## Œuvres littéraires et décorations
Il reçoit le titre de baron de Rio Grande, en 1866, et est promu vicomte en 1874.
Il écrivit O fim da criação ou a natureza interpretada pelo senso comum, œuvre philosophique publiée à Rio de Janeiro en 1875. Il fut membre de l’Institut historique et géographique brésilien, commandeur de l’ordre du Christ,  et officier de la Légion d’honneur française. Mort en 1879, il laissa dans son testament de nombreux dons aux maisons de charité de Porto Alegre, Pelotas et Rio Grande.